# Trichocerca brachydactyla
Trichocerca brachydactyla är en hjuldjursart som först beskrevs av Glascott 1893.  Trichocerca brachydactyla ingår i släktet Trichocerca och familjen Trichocercidae. Inga underarter finns listade i Catalogue of Life.